# Ryan Blaney
Ryan Micheal Blaney (Hartford Township, Ohio, 31 december 1993) is een Amerikaans stockcarcoureur. Hij rijdt sinds 2016 wedstrijden in de NASCAR Cup Series. Hij rijdt in de Nr. 12 Ford Mustang van Team Penske. Hij is de zoon van voormalig NASCAR-coureur Dave Blaney.

## Vroege carrière en Lagere NASCAR Series
Blaney, opgegroeid in een racefamilie met twee zussen en een vader die raceten, begon als vanzelfsprekend op reeds negenjarige leeftijd met racen. Hij startte in quarter midgets, kleine versies van een midget car, en ging op zijn twaalfde hogerop naar de legend car series. Via Late Model series en Super Late Model series kwam Blaney in de NASCAR K&N Pro Series West en East series, waar hij indruk maakte. Hij klom op naar de landelijke 3 NASCAR Series in 2012 en startte in de NASCAR Truck Series en NASCAR Nationwide Series een aantal races voor onder andere Team Penske, Brad Keselowski Racing en Wood Brothers Racing. Tussen 2012 en 2015 behaalde Blaney in de Truck Series en Nationwide Series ieder 4 overwinningen, zonder een seizoen fulltime te rijden.

## NASCAR Cup Series
Na zijn prestaties in de lagere raceklassen werd Blaney gevraagd om in 2016 fulltime in de NASCAR Cup Series te rijden voor Wood Brothers Racing in de Nr. 21 Ford. In zijn eerste seizoen behaalde hij 3 top 5 en 9 top 10 finishes. Als hoogste finish werd hij tweemaal 4e, tijdens de Pure Michigan 400 op Michigan International Speedway en de Teenage Mutant Ninja Turtles 400 op Chicagoland Speedway. In 2017 verbeterde hij dit aantal met 4 top 5 finishes en 14 top 10 finishes. Dat jaar behaalde hij ook zijn eerste overwinning in de Cup Series tijdens de Axalta presents the Pocono 400 op Pocono Raceway, door voormalig kampioenen Kyle Busch en Kevin Harvick af te houden in de laatste 10 ronden. Ook finishte hij 2e in de Daytona 500, achter voormalig kampioen Kurt Busch. Hij kwalificieerde zich voor de playoffs en behaalde de Round of 8. Hij eindigde uiteindelijk op de 9e plaats in punten, het beste seizoen voor een auto van Wood Brothers Racing sinds 1994.
In 2018 werd Blaney overgeplaatst naar het met Wood Brothers Racing bevriende Team Penske om in de Nr. 12 Ford te rijden. Zijn eerste overwinning bij Team Penske kwam datzelfde jaar tijdens de Bank of America 500 op Charlotte Motor Speedway, toen raceleiders Jimmie Johnson en Martin Truex Jr. beiden crashten. Ook dit jaar kwam hij in the playoffs, haalde de Round of 12 en werd 10e in de punten. In 2019 zou schopte Blaney het tot de Round of 8 nadat hij in de najaarsrace op Talladega Superspeedway coureur Ryan Newman met 0,007 seconden nipt wist te verslaan. Blaney begon het seizoen van 2020 met wederom een 2e plaats tijdens de Daytona 500, achter Denny Hamlin. Daarnaast won hij dat jaar zijn vierde race in de Cup Series met een overwinning in de GEICO 500 in Talladega. Hierdoor kwam hij in de playoffs, maar bezweek met een uitschakeling in de Round of 16.
Blaney won in 2021 3 races om tot een totaal van 7 overwinningen in de Cup Series te komen. In het voorjaar won hij op Atlanta Motor Speedway en in de zomer won hij ook twee opeenvolgende races in Michigan en Daytona. Hij ging comfortabel de playoffs in, maar werd in Martinsville uitgeschakeld. Blaney kwam tot de Round of 8 en werd 7e in de punten. In 2022 heeft Blaney geen puntenraces in de Cup Series gewonnen. Wel heeft hij dat jaar de All-Star Race in Texas gewonnen. Omdat dat geen puntenrace is, was hij door deze overwinning niet verzekerd van een plaats in de playoffs. Door zijn prestaties in het reguliere seizoen wist Blaney echter alsnog in de playoffs te komen. Met 3 punten over Martin Truex Jr. pakte Blaney de laatste beschikbare plek in de playoffs.
In 2023 wist Blaney zich opnieuw te plaatsen voor de playoffs met een overwinning in de Coca-Cola 600. Hij kwam door de eerste ronde en belandde in de Round of 12. In deze ronde won hij in een fotofinish van Kevin Harvick op Talladega Superspeedway. Hiermee plaatste Blaney zich voor de Round of 8 met de laagste klassering, als 8e. Blaney leverde deze ronde een reeks sterke finishes. Zo werd hij op Las Vegas Motor Speedway zesde, nadat zijn eerdere diskwalificatie werd teruggedraaid. Met een tweede plaats in de volgende race op Homestead-Miami Speedway klom hij boven de eliminatiestreep. Blaney won in Martinsville, de laatste race van de ronde, en verzekerde zichzelf van een plek in de Championship 4. Het was de eerste keer dat Blaney het tot de Championship 4 geschopt had. Samen met Christopher Bell, William Byron en Kyle Larson ging Blaney de race aan om het kampioenschap op Phoenix International Raceway. Ross Chastain won de race, Blaney werd tweede en finishte boven de drie andere coureurs in de strijd voor het kampioenschap. Hiermee werd Ryan Blaney de kampioen van de NASCAR Cup Series in 2023.